# Altavas
Altavas là một đô thị hạng 4 ở tỉnh Aklan, Philippines. Theo điều tra dân số năm 2015, đô thị này có dân số 24.619 người trong.

## Các khu phố (barangay)
Altavas được chia thành 14 khu phố (barangay).
- Cabangila
- Cabugao
- Catmon
- Dalipdip
- Ginictan
- Linayasan
- Lumaynay
- Lupo
- Man-up
- Odiong
- Poblacion
- Quinasay-an
- Talon
- Tibiao